# Nowe Polskie
Nowe Polskie – niestandaryzowana część wsi Broniszewice, położona w  województwie wielkopolskim, w powiecie pleszewskim, w gminie Czermin.
Zabudowa ciągnie się wzdłuż drogi w północnej części Broniszewic. Przysiółek ze wszystkich stron otoczony jest polami uprawnymi. Sąsiadującymi są przysiółki Stare Polskie oraz Podwórze.